# أليخاندرو غوتيريز
أليخاندرو غوتيريز (بالإسبانية: Alejandro Gutiérrez) هو لاعب كرة قدم كولومبي، ولد في 2 يناير 1995 في إنفيغادو في كولومبيا. لعب مع كيلمس.

## روابط خارجية
- أليخاندرو غوتيريز على موقع قاعدة بيانات كرة القدم.إي يو (الإنجليزية)
- أليخاندرو غوتيريز على موقع Soccerway.com (الإنجليزية)